# Artemis Cooper
Alice Clare Antonia Opportune Cooper Beevor, conosciuta come Artemis Cooper (22 aprile 1953), è una scrittrice britannica.
Oltre ad essere un'autrice di romanzi, scrive articoli e recensioni per il Daily Telegraph e collabora con il marito scrittore Antony Beevor.

## Biografia
Il soprannome Artemis (Artemide) onora la nonna materna della scrittrice: ella è l'unica figlia del secondo Visconte Norwich e della sua prima moglie, Anne Clifford. È inoltre la nipote di Lady Diana Cooper. Ha anche un fratello di sangue, Jason Charles Duff Bede Cooper, e una sorella, Allegra Huston, nata dall'unione di Lord Norwich ed Enrica Soma Huston, separata dal regista statunitense John Huston.
Nel 1986 Artemis ha sposato lo scrittore e storico Antony Beevor dal quale ha avuto due figli.
In collaborazione con il marito ha scritto Paris After the Liberation, 1944-1949.
Nel 2004 si è fatta conoscere per aver scritto la biografia di Sir Patrick Leigh Fermor.

## Opere
- 1984 A Durable Fire. The Letters of Duff and Diana Cooper, 1913-1950, scritto da Duff Cooper, a cura di Artemis Cooper, edizioni Franklin Watts
- 1987 The Diana Cooper Scrapbook, a cura di Artemis Cooper, edizioni Hamish Hamilton Ltd
- 1989 Cairo in the War, 1939-45, edizioni Hamish Hamilton Ltd
- 1992 Watching in the Dark. A Child's Fight for Life, John Murray Publishers Ltd
- 1994 Paris After the Liberation, scritto in collaborazione con il marito Antony Beevor, Hamish Hamilton Ltd
- 1995 Tango a cura di Simon Collier, Artemis Cooper, Maria Susana Azzi, Richard Martin, Thames & Hudson Ltd
- 2000 Napoleon, edizioni Weidenfeld & Nicolson
- 2003 Words of Mercury, curato da Patrick Leigh Fermor, Artemis Cooper, John Murray Publishers Ltd
- 2004 Paris Despues de La Liberacion 1944-1949, vide supra.
- 2004 Writing at the Kitchen Table The Authorized Biography of Elizabeth David, Penguin Books Ltd
- 2007 Paris After the Liberation: 1944-1949, ristampa per Penguin Books Ltd

## Ascendenza
|                                            |                                                       |                                                     | Genitori                    |  |  | Nonni |  |  | Bisnonni          |  |  | Trisnonni            |  |
|                                            |                                                       |                                                     |                             |  |  |       |  |  | sir Alfred Cooper |  |  | William Harry Cooper |  |
|                                            |                                                       |                                                     |                             |  |  |       |  |  | sir Alfred Cooper |  |  | William Harry Cooper |  |
|                                            |                                                       | Anna Marsh                                          |                             |  |  |       |  |  | sir Alfred Cooper |  |  |                      |  |
| Duff Cooper, I visconte di Norwich         |                                                       |                                                     |                             |  |  |       |  |  | sir Alfred Cooper |  |  |                      |  |
|                                            |                                                       | lady Agnes Duff                                     | James Duff, V conte di Fife |  |  |       |  |  |                   |  |  |                      |  |
|                                            |                                                       | lady Agnes Duff                                     | James Duff, V conte di Fife |  |  |       |  |  |                   |  |  |                      |  |
|                                            |                                                       | lady Agnes Duff                                     | lady Agnes Hay              |  |  |       |  |  |                   |  |  |                      |  |
| John Julius Cooper, II visconte di Norwich |                                                       | lady Agnes Duff                                     |                             |  |  |       |  |  |                   |  |  |                      |  |
|                                            |                                                       | Henry John Cockayne-Cust                            | Henry Cockayne-Cust         |  |  |       |  |  |                   |  |  |                      |  |
|                                            |                                                       | Henry John Cockayne-Cust                            | Henry Cockayne-Cust         |  |  |       |  |  |                   |  |  |                      |  |
|                                            |                                                       | Henry John Cockayne-Cust                            | Sara Jane Cookson           |  |  |       |  |  |                   |  |  |                      |  |
| lady Diana Manners                         |                                                       | Henry John Cockayne-Cust                            |                             |  |  |       |  |  |                   |  |  |                      |  |
|                                            |                                                       | Violet Lindsay                                      | lord Charles Hugh Lindsay   |  |  |       |  |  |                   |  |  |                      |  |
|                                            |                                                       | Violet Lindsay                                      | lord Charles Hugh Lindsay   |  |  |       |  |  |                   |  |  |                      |  |
|                                            |                                                       | Violet Lindsay                                      | Emily Anne Browne           |  |  |       |  |  |                   |  |  |                      |  |
| hon. Artemis Cooper                        |                                                       | Violet Lindsay                                      |                             |  |  |       |  |  |                   |  |  |                      |  |
|                                            | William Hugh Clifford, X barone Clifford di Chudleigh | Charles Clifford, VIII barone Clifford di Chudleigh |                             |  |  |       |  |  |                   |  |  |                      |  |
|                                            | William Hugh Clifford, X barone Clifford di Chudleigh | Charles Clifford, VIII barone Clifford di Chudleigh |                             |  |  |       |  |  |                   |  |  |                      |  |
|                                            | William Hugh Clifford, X barone Clifford di Chudleigh | hon. Agnes Catherine Louisa Petre                   |                             |  |  |       |  |  |                   |  |  |                      |  |
| sir Bede Edmund Hugh Clifford              | William Hugh Clifford, X barone Clifford di Chudleigh |                                                     |                             |  |  |       |  |  |                   |  |  |                      |  |
|                                            |                                                       | Catherine Mary Bassett                              | William Bassett             |  |  |       |  |  |                   |  |  |                      |  |
|                                            |                                                       | Catherine Mary Bassett                              | William Bassett             |  |  |       |  |  |                   |  |  |                      |  |
|                                            |                                                       | Catherine Mary Bassett                              | Mary Rebekah Worthylake     |  |  |       |  |  |                   |  |  |                      |  |
| Anne Frances May Clifford                  |                                                       | Catherine Mary Bassett                              |                             |  |  |       |  |  |                   |  |  |                      |  |
|                                            |                                                       | John Murton Gundry                                  | Joseph Gundry               |  |  |       |  |  |                   |  |  |                      |  |
|                                            |                                                       | John Murton Gundry                                  | Joseph Gundry               |  |  |       |  |  |                   |  |  |                      |  |
|                                            |                                                       | John Murton Gundry                                  | Sarah Perry                 |  |  |       |  |  |                   |  |  |                      |  |
| Alice Devin Gundry                         |                                                       | John Murton Gundry                                  |                             |  |  |       |  |  |                   |  |  |                      |  |
|                                            |                                                       | Frances Ruth Gilchrist                              | Joseph Clough Gilchrist     |  |  |       |  |  |                   |  |  |                      |  |
|                                            |                                                       | Frances Ruth Gilchrist                              | Joseph Clough Gilchrist     |  |  |       |  |  |                   |  |  |                      |  |
|                                            |                                                       | Frances Ruth Gilchrist                              | Alice Chambers Devin        |  |  |       |  |  |                   |  |  |                      |  |
|                                            |                                                       | Frances Ruth Gilchrist                              |                             |  |  |       |  |  |                   |  |  |                      |  |